# Armstrong Creek
Armstrong Creek – miasto w Stanach Zjednoczonych, w stanie Wisconsin, w hrabstwie Forest.